# Greensburg, Kansas
För kommunen i delstaten New York, se Greenburgh.
Greensburg är en stad i Kiowa County, Kansas, USA. Enligt folkräkningen 2004 hade staden 1 452 invånare på en total yta av 3,9 km². Staden är känd för att ha världens största handgrävna brunn, kallad Big Well.
Klockan 21:40 lokal tid, 4 maj 2007 drabbades staden av en 2,4 km bred tromb (klassificerad F5) som förstörde 90-95 % av staden samt dödade nio människor.